# Gorgasia klausewitzi
Gorgasia klausewitzi är en fiskart som beskrevs av Quéro och Saldanha, 1995. Gorgasia klausewitzi ingår i släktet Gorgasia och familjen havsålar. Inga underarter finns listade i Catalogue of Life.